# Sam Travis
Samuel John Travis (né le 27 août 1993 à Chicago, Illinois, États-Unis) est un joueur de premier but de la Ligue majeure de baseball qui a joué pour les Red Sox de Boston de 2017 à 2019.

## Carrière
Sam Travis est réclamé au 40e tour de sélection par les Reds de Cincinnati lors du repêchage amateur de 2011 mais il ignore l'offre pour plutôt rejoindre les Hoosiers de l'université de l'Indiana à Bloomington. Il signe son premier contrat professionnel avec les Red Sox de Boston, qui le choisissent au second tour du repêchage amateur de 2014. 
Il fait ses débuts dans le baseball majeur avec Boston le 24 mai 2017 contre les Rangers du Texas et réussit à cette occasion ses deux premiers coups sûrs, aux dépens du lanceur Martín Pérez.